# Пархоменко, Юрий Николаевич
Юрий Николаевич Пархоменко (10 января 1949) — советский и российский учёный в области физикохимии и технологии неорганических материалов, аналитических методов исследования состава и свойств неорганических и органических материалов, физического материаловедения, научный руководитель АО «Гиредмет», доктор физико-математических наук, профессор МИСиС.

## Биография
Прошёл путь от студента Московского института стали и сплавов, аспиранта, младшего, старшего научного сотрудника, заведующего проблемной лабораторией, заведующего кафедрой до директора металлургического института страны — «Гиредмет».
В 2000 году защитил докторскую диссертацию по теме «Атомная и электронная структура поверхности и фазообразование в многослойных композициях на основе кремния».
Автор более 250 научных работ, среди которых 9 монографии, 19 патентов, авторские свидетельства. Им созданы: уникальные методы диагностики, физико-химические основы технологии материалов на основе кремния и его соединений, один из самых известных центров исследования строения, состава и свойств неорганических веществ и материалов.
Ведёт большую научно-организационную и педагогическую работу.
Научный руководитель кафедры «Материаловедение полупроводников и диэлектриков» МИСиС.
Главный редактор журналов Modern Electronic Materials и «Известия высших учебных заведений. Материалы электронной техники», приглашенный главный редактор журнала Russian Microelectronics, член редакционной коллегии научных журналов «Перспективные Материалы», «Заводская Лаборатория. Диагностика Материалов», «Наноиндустрия».
Заместитель председателя диссертационного Совета Д. 212.132.06 при МИСиС, член диссертационного Совета Д. 217.043.01 при «Гиредмете».
Под научным руководством Пархоменко Ю. Н. защищены 4 кандидатских и 1 докторская диссертация. В настоящее время он осуществляет руководство 10 аспирантами.
Является руководителем и инициатором создания в МИСиС научно-исследовательского центра коллективного пользования (ЦКП) «Материаловедение и металлургия» и Объединённого центра коллективного пользования МИСиС и Гиредмета.
В 2005 году Ю. Н. Пархоменко удостоен премии Правительства Российской Федерации в области науки и техники.
С 2006 по 2013 годы — директор института «Гиредмет». С 2013 года по настоящее время — научный руководитель АО «Гиредмет». За короткий срок ему удалось стабилизировать финансовое положение института и привлечь интерес заказчиков к научным разработкам института.

## Основные научные достижения
- Впервые методом ионной имплантации германия в подложки кремния получены и исследованы методом атомно-силовой микроскопии, сканирующей и просвечивающей электронной микроскопии, ИК-спектроскопии и др. наноразмерные самоупорядоченные структуры, доказаны их квантовые свойства.
- Развито новое направление, заключающееся в установлении взаимосвязи между атомной и электронной структурой поверхности, закономерностей процессов фазообразования в многослойных композициях на основе кремния.
- Разработан сканирующий зондовый микроскоп для диагностики нанообъектов.
- Разработан комплекс методик контроля полупроводниковых материалов, наноматериалов, плёнок и покрытий.
- Создан класс кремний-углеродных металлсодержащих плёнок. Свойства этих плёнок позволяют прогнозировать их широкую востребованность в реальных объектах техники.
- Созданы Si-C наноструктуры методом плазмохимического осаждения (PECVD) и получен упорядоченный массив кремний-углеродных наноигл различных размеров на подложке кремния.

### Монографии
- Герасименко Н. Н., Пархоменко Ю. Н. Кремний — материал наноэлектроники. М., Техносфера, 2007. — 352 с.

## Награды
- Премия Правительства Российской Федерации в области науки и техники для молодых учёных 2005 года (за разработку и получение кремний-германиевых структур с квантовыми точками методом ионной имплантации)
- Заслуженный работник высшей школы Российской Федерации (2006) — за заслуги в научно-педагогической деятельности и большой вклад в подготовку квалифицированных специалистов[1]
- Медаль «В память 850-летия Москвы»
- Медаль «За безупречную службу МИСиС»
- Медаль ордена «За заслуги перед отечеством» II степени, 30.09.2012 г.
- Орден Государственной корпорации по атомной энергии «Росатом» «За вклад в развитие атомной отрасли» I степени, 10.10.2013.

### Интервью
- Титова И. Г., Шахнович И. В. Российскому кремнию — быть. Рассказывает директор ФГУП «Гиредмет» Ю.Н.Пархоменко // Электроника: наука, технология, бизнес : Журн. — 2006. — № 8. — С. 11—17.